# Flesh and Bone (miniserie)
Flesh and Bone is een Amerikaans dramaserie die eind 2015 uitgezonden werd op het Amerikaanse betaalde televisienetwerk Starz. De miniserie bestaat uit acht afleveringen.

## Verhaal
Paul Grayson, oprichter en temperamentvolle artistiek directeur van de American Ballet Company, is vastbesloten om het gezelschap tot de wereldtop te laten behoren. Terwijl de ouder wordende prima ballerina Kiira met een blessure kampt, gelooft Grayson dat Claire Robbins de reddende engel van het gezelschap is. Zij is een mooie en getalenteerde balletdanseres, maar haar bewogen verleden speelt haar emotioneel parten. De serie belicht de disfunctionaliteit en glamour van de balletwereld.

## Rolverdeling

### Hoofdrollen
- Sarah Hay – Claire Robbins, een getalenteerde balletdanseres met een bewogen verleden
- Ben Daniels – Paul Grayson, artistiek directeur van het balletgezelschap
- Emily Tyra – Mia Bialy, Claire's huisgenote die met een eetstoornis kampt
- Irina Dvorovenko – Kiira, een ouder wordende prima ballerina die worstelt met een blessure
- Damon Herriman – Romeo, een dakloze die in de kelder van Claire's gebouw leeft
- Josh Helman – Bryan Robbins, Claire's incestueuze broer en een voormalig marinier
- Raychel Diane Weiner – Daphne Kensington, een ambitieuze New Yorkse uit een bevoorrechte omgeving
- Marina Benedict – Toni Cannava, de nieuwe choreograaf van het balletgezelschap
- Tina Benko – Jessica, de manager van het balletgezelschap
- Sascha Radetsky – Ross, een rokkenjagende premier danseur
- Karell Williams – Trey, een balletdanser die vecht om zijn plek te behouden

### Bijrollen
- Tovah Feldshuh – Ivana, een balletlerares
- John Allee – Pasha, de pianist van het balletgezelschap
- Patrick Page – Sergei Zelenkov
- Vanessa Aspillaga – Monica
- Carling Talcott – Ashley
- Nadezhda Vostrikov – Patrice, een jaloerse balletdanseres

## Afleveringen
1. Bulling Through
2. Cannon Fodder
3. Reconnaissance
4. Boogie Dark
5. M.I.A.
6. F.U.B.A.R.
7. Full Dress
8. Scorched Earth

## Release en ontvangst
Flesh and Bone ging van start op 8 november 2015 en liep tot en met 27 december 2015 op het Amerikaanse betaalde televisienetwerk Starz.
De miniserie behaalde een score van 58% (38 recensies) op Rotten Tomatoes. Op Metacritic kreeg de miniserie een score van 52 op 100 (19 recensies), wat duidt op "gemengde of middelmatige recensies".

## Prijzen en nominaties
| Jaar | Prijs                            | Categorie                                       | Genomineerde                                                                   | Resultaat   |
| ---- | -------------------------------- | ----------------------------------------------- | ------------------------------------------------------------------------------ | ----------- |
| 2016 | Golden Globe Awards              | Beste miniserie of televisiefilm                | Beste miniserie of televisiefilm                                               | Genomineerd |
| 2016 | Golden Globe Awards              | Beste actrice in een televisiefilm of miniserie | Sarah Hay                                                                      | Genomineerd |
| 2016 | Satellite Awards                 | Beste miniserie                                 | Beste miniserie                                                                | Gewonnen    |
| 2016 | Satellite Awards                 | Beste actrice in een televisiefilm of miniserie | Sarah Hay                                                                      | Gewonnen    |
| 2016 | Critics' Choice Television Award | Beste actrice in een film/miniserie             | Sarah Hay                                                                      | Genomineerd |
| 2016 | Women's Image Network Awards     | Televisiefilm/miniserie                         | Aflevering: "Cannon Fodder"                                                    | Gewonnen    |
| 2016 | Women's Image Network Awards     | Actrice televisiefilm/miniserie                 | Sarah Hay                                                                      | Genomineerd |
| 2016 | Prism Awards                     | Televisiefilm of miniserie                      | Televisiefilm of miniserie                                                     | Gewonnen    |
| 2016 | SXSW Film Festival               | Excellence in Title Design Finalists            | Angus Wall                                                                     | Genomineerd |
| 2016 | Writers Guild of America Award   | Long Form – Original                            | Bronwyn Garrity, Jami O’Brien, Adam Rapp, Moira Walley-Beckett en David Wiener | Genomineerd |
| 2016 | Gracie Allen Awards              | Uitmuntende miniserie of televisiefilm          | Uitmuntende miniserie of televisiefilm                                         | Gewonnen    |